# Me voy (canción de Paulina Rubio)
«Me voy» es una canción Ranchera latino, interpretada por la cantante mexicana Paulina Rubio. La canción fue escrita por ella misma junto a Espinoza Paz quien colabora en un dueto de la segunda versión de la canción y fue producida por Casadiego. Se especulaba que el segundo sencillo sería un tema en Inglés, ya sea Heat of the Night o All Around the World, ambas producidas por RedOne, pero al final la cantante escogió la canción de su amigo Espinoza Paz.

## Antecedentes
La canción fue compuesta por Paulina, Espinoza Paz y Marcela De La Garza. La canción fue lanzada oficialmente a las radios el 14 de febrero de 2011. Paulina y Espinoza interpretaron la canción en los Premios Lo Nuestro. Ella sorprendió a los fanes de Espinoza en uno de sus conciertos, apareciendo en el escenario y la realización de la canción juntos por primera vez. La canción también está incluida en la banda sonora de la nueva novela de Univision, "El Talismán", que se transmite diariamente por la cadena Univision.

## Video
El video de la canción fue filmado en México City en el ático de una bella, 30 años de la época, de estilo francés del edificio. Se incluye un cameo especial del galardonado cantautor Espinoza. Fue lanzado el 20 de marzo de 2011 y fue dirigido por Paula Falla. Este nuevo video muestra a Paulina regresó a su auto sexy, en fabulosos trajes pequeños que muestran las piernas calientes la mayoría de las mujeres matarían, ya que ella es también vuelven a estar solteras. Ella y su esposo de cinco años, el empresario español Nicolás Vallejo Nágera-, anunciaron su separación a principios de este mes después de cinco años de matrimonio. El director del video, Paula Falla, comentó sobre el video: "Si escuchas con atención, en realidad es una canción triste, por lo que hemos querido transmitir la idea de que puede sufrir por amor, pero usted encontrará una nueva y todo será Aceptar ". Agrega Falla:" También quería demostrar que los hombres sufren de la misma manera que las mujeres hacen de un corazón roto, es por eso que quería hacerlo como dos historias de amor diferentes ocurriendo al mismo tiempo. Son [Espinoza] y Paulina dos artistas totalmente diferentes, uno es más pop y el otro más [regional] de México, por lo que me gusta la idea de dos personas diferentes que sufren de lo mismo. Pero al final, siempre gente nueva en tu vida "Falla resume el mensaje del video en una frase:".. Nadie va a morir de un corazón roto "
El director del video de Colombia dice que la idea de incluir esa parte en el final era en realidad la idea de Rubio. "Ella pensó que sería divertido y la gente le está gustando. He estado leyendo todos los tuits. "Como se ve en al final del video, Rubio y el modelo de Yuri Pedro, quien participó en el video, permaneciendo en el carácter de un poco tiempo después de que la tripulación ha gritado" ¡Corten! "